# Escuadrilla Aeronaval Antisubmarina
La Escuadrilla Aeronaval Antisubmarina (EA2S) es una unidad táctica de la Aviación Naval de la Armada Argentina creada en 1962 con asiento en la Base Aeronaval Comandante Espora y con dependencia de la Fuerza Aeronaval N.º 2. Su dotación es el material Grumman S-2T Turbo Tracker, re-motorizado entre 1992 y 1995.

## Historia

### Creación
La Escuadrilla Aeronaval Antisubmarina fue creada el 31 de mayo de 1962 con un grupo de oficiales y suboficiales entrenados en los Estados Unidos para tripular los aviones S-2A Tracker adquiridos por la Argentina.Entre ellos se encontraba su primer comandante el entonces Capitan de Fragata Jorge Marcelo Grau. En principio, la unidad operó en la Base Aeronaval Punta Indio pero luego se cambió a su asiento definitivo en la Base Aeronaval Comandante Espora. Luego, embarcó en el portaviones ARA Independencia, que después fue reemplazado por el ARA Veinticinco de Mayo en 1969.

### Guerra de las Malvinas

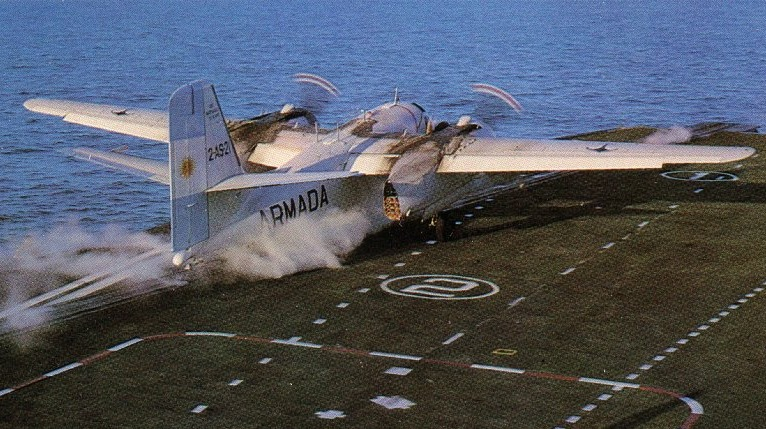
Tracker en la cubierta del ARA Veinticinco de Mayo.

Durante la guerra de las Malvinas, la escuadrilla desplegó en Río Gallegos, Río Grande y Stanley realizando misiones de búsqueda y rescate, patrulla marítima y guerra antisubmarina.
Por haber iniciado en los principios del año naval, la Operación Rosario encontró a la unidad en un nivel de entrenamiento y material bajo. El 29 de marzo de 1982, la unidad embarcó cuatro aviones S-2E Tracker en el portaviones ARA Veinticinco de Mayo, que había zarpado el día anterior como parte de la Fuerza de Tareas de Cobertura («FT 20»), que custodiaba a la Fuerza de Tareas Anfibias («FT 40»), encargada del desembarco en Stanley. Durante la navegación, la unidad cumplió siete vuelos de reconocimiento antisuperficie aunando 30,8 horas de vuelo. No se detectaron enemigos, solamente barcos pesqueros rusos y polacos, al norte de las Malvinas.
El 2 de abril, fuerzas terrestres argentinas desembarcaron en la costa norte de la península del aeropuerto para capturar la capital isleña. Con la rendición del gobernador británico, el archipiélago Malvinas regresó al poder argentino. Al día siguiente, una dotación de aviones S-2E (códigos 2-AS-22 y 2-AS-25) se estableció en un sector del aeropuerto local en el cual la Aviación Naval había instalado la Estación Aeronaval Malvinas. Los Tracker cumplieron ocho vuelos en el archipiélago, que incluyeron el reconocimiento de accidentes costeros y apoyo al buque ARA Bahía Buen Suceso. El 13 de abril, ambos aviones replegaron a la base de Comandante Espora. El Comando del Teatro de Operaciones del Atlántico Sur organizó la Aviación Naval en una fuerzas de tareas («FT 80») compuesta por cuatro grupos (GT «80.1 a 80.4»). A partir del 13 de mayo, integró la «Unidad de Tareas 80.2.2», dentro del Grupo de Tareas de Exploración («GT 80.2»). La UT se dividió en dos equipos de tareas, el UT 80.2.2.1 (S-2E Tracker) y el UT 80.2.2.2 (EMB-111 Bandeirante).
Desde el 29 de abril hasta el 10 de mayo, se registró una intensa actividad de la escuadrilla. A pedido de la Fuerza de Tareas 79 (Flota de Mar), la escuadrilla buscó la posición de los buques británicos, que arribaban a la zona de operaciones. El día 10, la unidad desembarcó del portaviones para operar desde el aeropuerto de Río Gallegos.
Se reclama el impacto de un torpedo Mk 44 en el submarino HMS Onix.
En total, la escuadrilla realizó 112 misiones con más de 520 horas de vuelo, sin ninguna baja.

## Operaciones

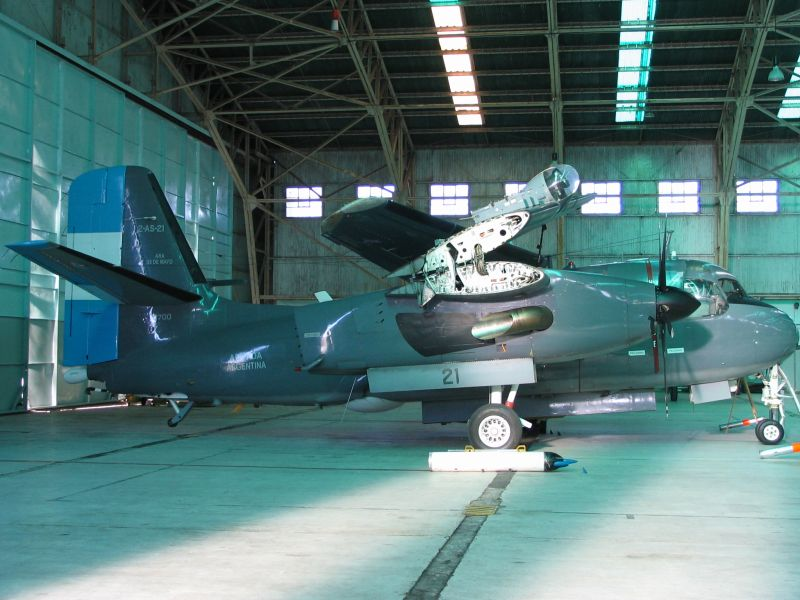
S-2T código 2-AS-21

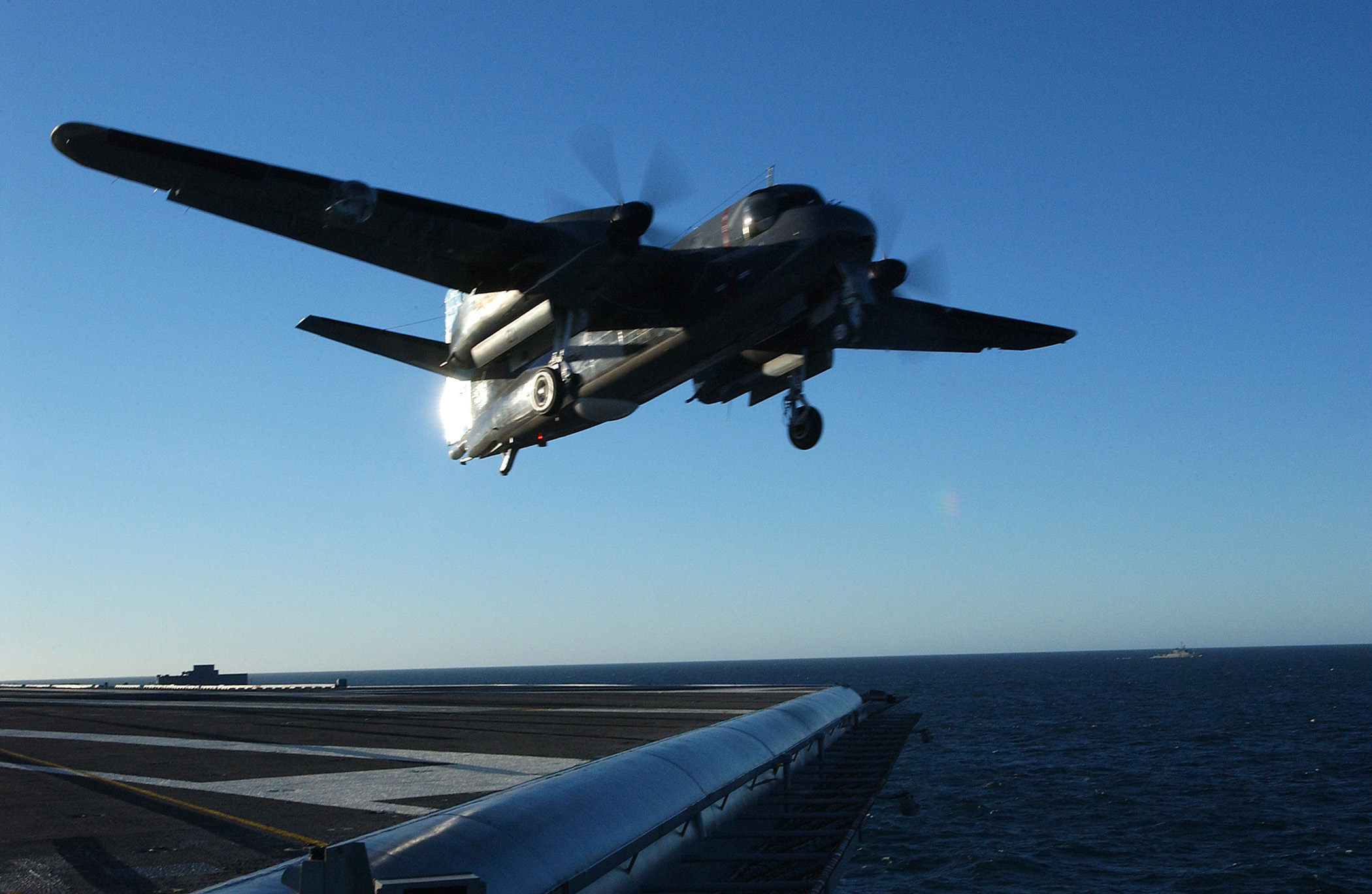
Un Tracker de la EA2E realiza un touch-and-go en la cubierta del portaviones estadounidense USS Ronald Reagan.

En 2017 la Escuadrilla Aeronaval Antisubmarina prestó apoyo con una aeronave Grumman S-2T Turbo Tracker a la búsqueda del submarino ARA San Juan de la Armada Argentina en la zona del golfo San Jorge.

## Dotación
En 1986 se hallaba la Argentina impedida de incorporar los aviones McDonnell Douglas A-4E Skyhawk de la Fuerza Aérea Israelí por el embargo de armas norteamericano y así en 1988 la Armada Argentina decidió el cambio de los motores de pistones de los Grumman S-2E Tracker de la Escuadrilla Aeronaval Antisubmarina por los turbohélices Garrett TPE331-15AW entre 1990 y 1995, generando la variante Grumman S-2T Turbo Tracker.